# جاده انقلابی (فیلم)
جادهٔ انقلابی (انگلیسی: Revolutionary Road) یک فیلم درام عاشقانه به کارگردانی سام مندس است که در سال ۲۰۰۸ منتشر شد. فیلم‌نامهٔ این فیلم را جاستین هیث بر پایهٔ رمان سال ۱۹۶۲ به همین نام اثر ریچارد ییتس نوشته‌است. در این فیلم لئوناردو دی‌کاپریو و کیت وینسلت ایفای نقش می‌کنند. مایکل شنون، کاترین هان، دیوید هاربر و کتی بیتس در نقش‌های مکمل حضور دارند. این فیلم داستان فرانک (دی‌کاپریو) و آپریل ویلر (وینسلت) را روایت می‌کند؛ زوجی در اواسط دههٔ ۱۹۵۰ که برای کنار آمدن با مشکلات شخصی خود در تلاش هستند و در پی آن، ازدواجشان دچار شکست می‌شود. جادهٔ انقلابی دومین همکاری سینمایی میان دی‌کاپریو، وینسلت و بیتس است که پیش‌تر در فیلم تایتانیک (۱۹۹۷) ایفای نقش کرده بودند.
توسعهٔ اقتباس سینمایی برای اولین بار در سال ۱۹۶۱ آغاز شد. با این حال، فقدانی در چشم‌انداز تجاری و اختلاف نظر با این فیلم‌نامه باعث شد ساخت این پروژه تا دههٔ ۲۰۰۰ بلاتکلیف شود. در نهایت بی‌بی‌سی فیلمز حق انتشار فیلم این رمان را خریداری کرد و سپس هیث فیلمنامه را بازنویسی کرد. مدتی بعد وینسلت فیلم‌نامه را خواند و شوهر وقت خود، مندس، را متقاعد کرد که این اثر کارگردانی کند و دی‌کاپریو نیز نقش فرانک را ایفا کند. فیلم‌برداری اصلی در سال ۲۰۰۷ در محلی واقع در درین، کنتیکت آغاز شد. توماس نیومن آهنگسازی موسیقی متن فیلم را بر عهده داشت؛ این چهارمین همکاری میان مندس و نیومن بود.
جادهٔ انقلابی در ۲۶ دسامبر ۲۰۰۸ در ایالات متحده منتشر شد و سپس انتشار بین‌المللی گسترده‌تری را در ژانویه ۲۰۰۹ تجربه کرد و در نهایت ۷۶ میلیون دلار در گیشه جهانی فروش کرد. این فیلم نقدهای مثبتی از سوی منتقدان دریافت کرد. نقش‌آفرینی دی‌کاپریو، وینسلت و شنون و علاوه بر این، وفاداری فیلم به رمان اصلی مورد ستایش منتقدان قرار گرفت. دی‌کاپریو و وینسلت برای عملکرد خود به‌ترتیب نامزد دریافت جایزهٔ گلدن گلوب در دستهٔ بهترین بازیگر مرد و بهترین بازیگر زن شدند که در نهایت وینسلت این جایزه را کسب کرد. این فیلم نامزد دریافت سه جایزهٔ اسکار نیز شد: بازیگر نقش مکمل مرد برای شنون، بهترین طراحی صحنه و بهترین طراحی لباس.

## داستان
این فیلم روایتگر زندگی یک زوج «خوشبخت» است که در دهه پنجاه میلادی در ایالت کانکتیکات (در جاده رولوشنری) زندگی می‌کنند. در تکاپو برای رهایی از روزمرگی و تکراری که زندگی شان را دچار کرده، زن پیشنهاد می‌دهد برای زندگی به پاریس بروند تا در شهری که زمانی عاشقش بودند، روح تازه ای به زندگی شان بدمند. در ادامه، مرد که جسارت چنین تغییری را در خود نمی‌بیند، تنها در حرف او را همراهی می‌کند و دلخوش است به ترفیع در شغلی که از آن متنفر است و به معشوقهٔ کندذهنی که برای لحظاتی احساس حماقت را از خاطرش می‌برد. زن که هر روز بیشتر در حس پوچی و افسردگی فرومی‌رود، ناگهان متوجه می‌شود که ناخواسته برای سومین بار باردار شده‌است. بی هیچ امیدی به هیچ نقطه روشنی، زن تنها راه چاره را در سقط جنین خود و فرار از این زندگی می‌بیند. اما زندگی خواب دیگری برای او دیده‌است.